# Chris Soer
Christiaan (Chris) Soer (Den Haag, 23 februari 1882 - aldaar, 11 november 1961) was een Nederlandse kunstschilder en tekenaar.

## Leven en werk
Soer werd in 1882 geboren te Den Haag. Daar bleef hij zijn hele leven wonen en werken. Hij genoot zijn opleiding aan de Kunstacademie Den Haag. Hij maakte enkele studiereizen naar onder andere België, Parijs en Duitsland. Soer was lid van de Nederlandse kunstkring.
In de schilderijen van Soer is vaak het gevoel van atmosfeer en licht te zien. Aan zijn stijl te zien dat hij zich graag liet inspireren door het impressionisme van de Haagse school. Zijn werken tonen vaak scènes van landschappen, stads- en dorpsgezichten. Hij maakte gebruik van een gedempt kleurenpalet om een gevoel van sereniteit en detail te creëren. Hoewel Soer het vaakst schilderijen maakte van landschap en interieur, maakte hij ook enkele stillevens. Daarnaast schilderde Soer ook genrestukken, waarin hij alledaagse taferelen uit het leven van gewone mensen vastlegde. Deze schilderijen bieden een inkijkje in het dagelijks leven van de begin 20e eeuw.
- Biografisch Portaal: 43210947
- RKD-Nederlands Instituut voor Kunstgeschiedenis: 73748